# シティ・チェス

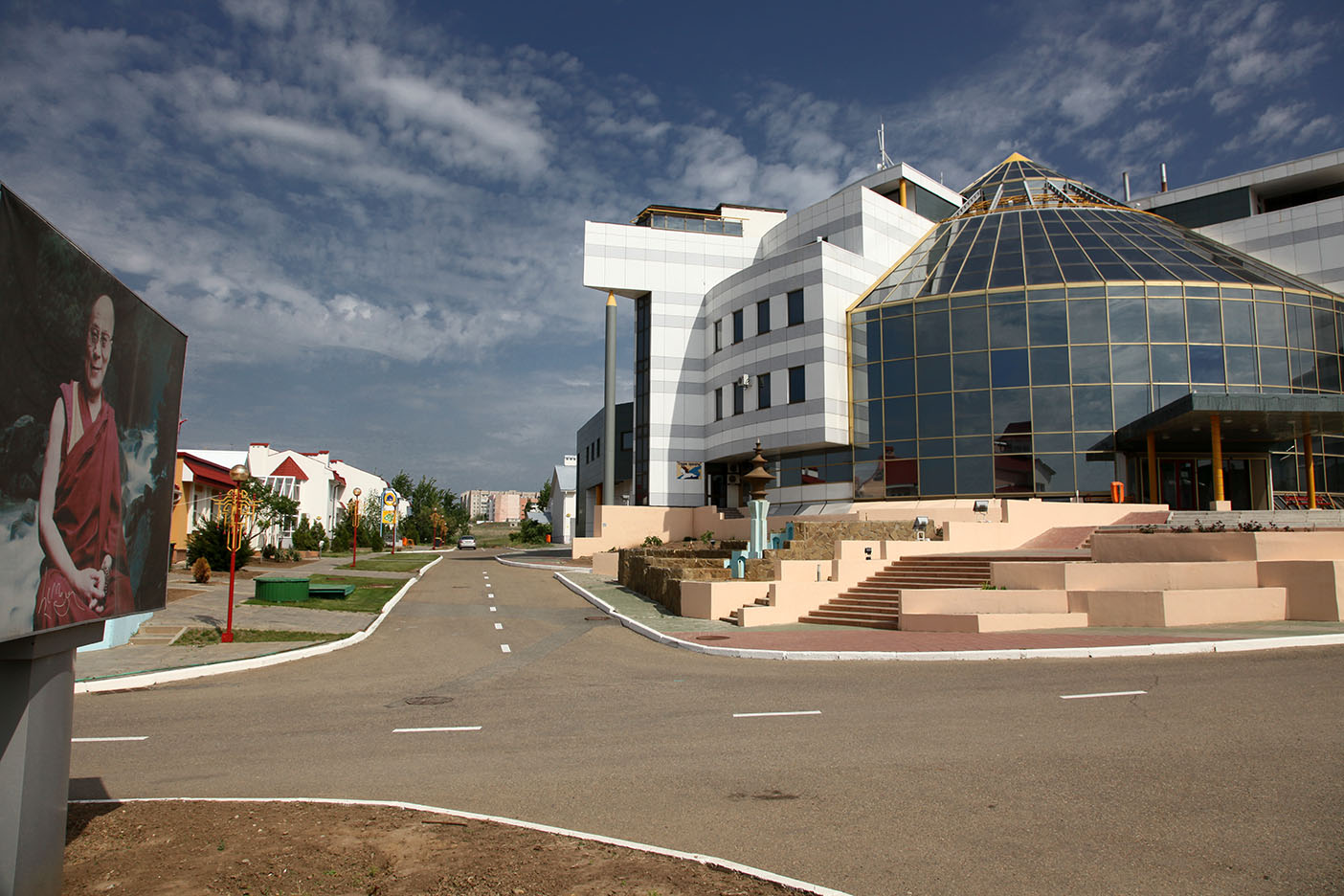
チェス会館

シティ・チェス（ロシア語: Сити-Чесс）は、ロシア連邦の構成主体の一つであるカルムイク共和国の首都エリスタの南東にあるコミュニティ・ビジネス、文化、住宅地を備えた複合施設。
国際チェス連盟（FIDE）が主催する第33回チェス・オリンピアードが1998年にエリスタで開催されることに因んで建設された。
メイン施設はチェス会館（シティ・チェスホール）。カルムイキアの伝統的な家であるゲルを模した建物で、チェス・オリンピアードと第69回FIDE総会の会場として使われた。その後も、2004年世界女子チェス選手権、2006年世界チェス選手権が開催された。